# 鄺旨呈
鄺旨呈（英語：Andy Kwong，1984年8月29日—），藝名旨呈，香港男歌手，樂隊「享樂團」主音，《全民造星3》四十強，亦參與影視演出。其母親是香港上市公司現代美容創辦人兼主席曾裕。

## 簡歷
其母親是「現代美容」創辦人兼主席曾裕，父親是曾裕第二任丈夫「凱撒會美容中心」老闆鄺炳申。中學就讀聖公會聖馬利亞堂莫慶堯中學，中五未畢業輟學，之後曾任私人健身教練，2006年曾發生車禍。
雖出身富裕，但佢一直追求音樂夢想。15歲已拜師戴思聰學唱歌，亦自學結他。2009年組成樂隊The3Think，2011年曾參加第23屆CASH流行曲創作大賽獲「最佳歌曲季軍」及「網上最受歡迎歌曲獎」，2013年把樂隊改組成享樂團並跟唱片公司簽約出道，2014擔任五月天《五月天Just Rock It！就是世界巡迴演唱會》香港站暖場嘉賓，同年在新城勁爆頒獎禮獲得國語新勢力樂團，2018年在新城勁爆頒獎禮憑合唱歌曲《不枉》獲頒新城勁爆合唱歌。
2020年開始，鄺旨呈亦開始於ViuTV亮相，參與ViuTV《全民造星III》打入四十強及後被公開其十億家庭背景。

2021年為香港首部港式波里活電影《我的印度男友》主唱電影主題歌曲《印度咖哩因乜呢》，
亦受邀為電影捉鬼敢死隊自編自導，拍攝香港版捉鬼敢死隊宣傳片。
同年亦主持及參與ViuTV多個不同綜藝節目，
分別有學神出沒注意、囝囝女女730 ERROR自肥企畫、夕陽新丁、玩X爆香港地。
2022年參與戚其義首部網劇逐流時代，同年亦主持ViuTVMM730全新音樂節目粉絲福利署更在ViuTV原創拳擊劇集繩角擔任拳館四師兄嘅角色。
2023年從訪問中透露，獲得beyond前經理人
陳健添邀請演繹Beyond從未公布嘅Demo，歌名「殿堂」，同年亦參與陳奐仁舞台劇如果我是陳奐仁演出及以導演身份參加第11屆創+作專業組以作品「哪個空間、哪個事件、哪個人」獲得最佳男主角銅獎及最受歡迎微電影大獎殊榮。
2024年與九龍殯儀館合作舉辦全港第一次靈堂音樂會導賞告別式「熟悉的歌曲不熟悉的葬禮」引起外界激烈迴響，其中歌曲「係咁先啦」靈堂版，更多達2,500,000人次轉載及討論 。
2025年以男新人身份與林溢欣合作推出個人單曲《臣本布衣》以極洗腦編曲為Dse學生背書，之後與九龍殯儀館再度合作於清明節舉辦五塲「走先啦音樂再告別式殯儀生死音樂會」再次引起激烈迴響，邀請六位抗癌勇士再音樂會內分享，五塲音樂會爆滿，他亦透露即將推出第二首派台歌「siu4」找回昔日電視台拍檔小薯茄童童 同埋Polly合唱。

## 演出

### 電視劇（ViuTV）
- 2020年：《暖男爸爸》 飾 Busking男（第7集）
- 2022年：《冥冥之中》 飾 享樂團主音（第26集）
- 2022年：《繩角》 飾 Freddy
- 2023年：《極度俏郎君》 飾 青年華Dee

### 電視劇（AMM）
- 2022年：《逐流時代》 飾 宋禧年（Nio）

### 電視節目（ViuTV）
- 2020年：《踢館》藍組挑戰者
- 2020年：《全民造星III》參賽者
- 2021年：《囝囝女女730》主持
- 2021年：《學神出沒注意》主持
- 2021年：《ERROR自肥企画》嘉賓（第5、10集）
- 2021年：《夕陽新丁》主持
- 2021年：《我不是廢老》嘉賓（第14集）
- 2022年：《玩X爆香港地》嘉賓（第12集）
- 2022年開始：《MM730-粉絲福利署》主持
- 2022年：《今餐有料到》 第376集嘉賓
- 2023年：《偏食細路鬥大廚》第10集嘉賓
- 2023年：《正一廣東話》第3集嘉賓

### 電影
- 2020年：《母夜叉》 飾 司徒旨呈（司徒居士）

## 音樂作品

### 單曲
| 推出日期 | 曲目     | 作曲           | 填詞                            | 編曲             | 監製           | 備註                               |
| 2025年   |          |                |                                 |                  |                |                                    |
| 3月21日  | 臣本布衣 | 紀幾何         | 原文：諸葛亮 〈出師表〉（節錄） | 何家銘Tomy／旨呈 | 旨呈           | Featuring YY Lam 林溢欣 首支派台歌 |
| 5月9日   | Siu 4    | 陳奐仁／何秉舜 | 小克                            | 陳奐仁           | 陳奐仁／唐湘智 | Featuring 童童 & Pony              |

### 派台歌曲成績
| 派台歌曲成績（五台） | 派台歌曲成績（五台） | 派台歌曲成績（五台） | 派台歌曲成績（五台） | 派台歌曲成績（五台） | 派台歌曲成績（五台） | 派台歌曲成績（五台） | 派台歌曲成績（五台） |
| -------------------- | -------------------- | -------------------- | -------------------- | -------------------- | -------------------- | -------------------- | -------------------- |
| 唱片                 | 歌曲                 | 903                  | RTHK                 | 997                  | TVB                  | ViuTV                | 備註                 |
| 2025年               |                      |                      |                      |                      |                      |                      |                      |
|                      | 臣本布衣             | -                    | ×                    | 20                   | -                    | -                    | Featuring 林溢欣     |
|                      | Siu 4                | -                    | ×                    | -                    | ×                    | -                    | Featuring 童童、Pony |

| 903 | RTHK | 997 | TVB | ViuTV | 備註              |
| 0   | 0    | 0   | 0   | 0     | 五台冠軍歌總數：0 |

- （*）上榜中
- （-）未能上榜
- （×）沒有派往該台

## 網頁
- 鄺旨呈的Instagram帳戶